# Perxe del Bo
El Perxe del Bo és una obra de la Fatarella (Terra Alta) inclosa a l'Inventari del Patrimoni Arquitectònic de Catalunya.

## Descripció
Perxe situat entre el c/ de les Moreres i el c/ Sant Joan. L'edifici de sobre ha estat rehabilitat.
L'accés pel carrer de les Moreres, en pendent ascendent, es fa per un arc rebaixat dovellat i pel carrer Sant Joan es fa per sota una biga de fusta.
El suport interior del pas està fet amb cabirons de fusta, i els paraments laterals estan arrebossats.

## Història
De la morfologia actual del poble i de les tipologies constructives es veu com aquest pas estava, als voltants del segle xviii, al límit del nucli urbà.
Al 1570 la vila era closa per tres portals. Posteriorment n'aparegueren dos més, entre els quals hi figura aquest, anomenat perxe del Bo o de Can Bo.